# Sweet Tooth (serie televisiva)
Sweet Tooth è una serie televisiva fantasy sviluppata da Jim Mickle per Netflix e basata sull'omonimo fumetto di Jeff Lemire.

## Trama
Dieci anni prima degli eventi della serie, una pandemia nota come il Grande Crollo ha quasi sterminato la razza umana e ha portato alla nascita di bambini ibridi, in parte umani e in parte animali. Non sapendo se questi bambini siano una conseguenza della pandemia, molti umani li temono e li braccano. Dopo molti anni vissuti nascosto in una foresta insieme a suo padre, un bambino per metà cervo, Gus, fa amicizia con un vagabondo di nome Jepperd. Insieme, i due si imbarcano in un'avventura alla ricerca delle origini di Gus e del passato di Jepperd. Sul loro cammino incontreranno alleati e nemici, e Gus imparerà velocemente che il mondo al di fuori della foresta è molto più complesso e pericoloso di quanto credesse.

## Episodi
| Stagione         | Episodi | Pubblicazione |
| ---------------- | ------- | ------------- |
| Prima stagione   | 8       | 2021          |
| Seconda stagione | 8       | 2023          |
| Terza stagione   | 8       | 2024          |

## Personaggi e interpreti

### Personaggi principali
- Tommy Jepperd, "Uomo grande", interpretato da Nonso Anozie, doppiato da Alessandro Rossi: un ex giocatore professionista di football che vaga da solo per gli Stati Uniti, incontrando Gus nel suo cammino.[3] Viene soprannominato "Uomo grande" da Gus.
- Gus, interpretato da Christian Convery, doppiato da Valeriano Corini (s.1-2) e Ciro Clarizio (s.3): un bambino per metà umano e per metà cervo che cresce insieme al padre nei boschi di Yellowstone.[3] È chiamato "Golosone" ("Sweet Tooth" in lingua originale) da Tommy.
- Dr. Aditya Singh, interpretato da Adeel Akhtar, doppiato da Franco Mannella: un medico che cerca una cura per il virus H5G9.[3]
- Bear, interpretata da Stefania LaVie Owen, doppiata i da Lucrezia Marricchi: la leader del gruppo Animal Army, che salva gli ibridi.[3]
- Wendy, interpretata da Naledi Murray, doppiata da Alessandra Cannavale: la figlia adottata di Aimee, è una bambina ibrida per metà umana e per metà maiale.[3]
- Aimee Eden (s.1-2), interpretata da Dania Ramírez, doppiata da Chiara Gioncardi: una ex-consulente matrimoniale che dopo la pandemia ha costruito un rifugio sicuro per gli ibridi chiamato la Riserva.[3]
- Rani Singh (s.1-2), interpretata da Aliza Vellani, doppiata da Letizia Scifoni: la moglie di Aditya, affetta dal virus.[3]
- Generale Steven Abbot (s.1-2), interpretato da Neil Sandilands, doppiato da Loris Loddi (st.1) e Luca Biagini (st.2): il malvagio leader degli Ultimi Uomini, un'organizzazione paramilitare che vuole braccare gli ibridi.[3]
- Johnny Abott (guest star st. 1, stagione 2), interpretato da Marlon Williams, doppiato da Francesco Meoni: fratello del Generale Abbott, assume il comando per un periodo ma a differenza del fratello ha un cuore più tenero.[4]
- Richard Fox "Pubba" (st.1, guest stagioni 2-3), interpretato da Will Forte, doppiato da Simone D'Andrea: il padre di Gus che ha cresciuto il figlio in una baita nel parco di Yellowstone. Il suo vero nome è Richard Fox.[3]
- Gertrude Miller, detta Birdie (guest star st. 1, stagione 3), interpretata da Amy Seimetz, doppiata da Francesca Fiorentini: una genetista del Fort Smiths Labs che Gus crede essere sua madre.[3]
- Finn Fox (st.2), interpretato da Yoannis Kibreab, doppiato da Edoardo Vivio: bambino ibrido per metà umano e per metà volpe.[4]
- Teddy la Tartaruga (st.2), interpretato da Christopher Sean Cooper Jr.: bambino ibrido per metà umano e per metà tartaruga.[4]
- Helen Zhang (st.2-3), interpretata da Rosalind Chao, doppiata da Alessandra Chiari: crudele donna che vuole eliminare gli ibridi.
- Roslina 'Rosie' Zhang (st.3), interpretata da Kelly Marie Tran, doppiata da Mattea Serpelloni: figlia di Helen.
- Siana (st. 3), interpretata da Cara Gee, doppiata da Paola Majano: amica di Birdie in Alaska.
- Nuka (st. 3), interpretata da Ayazhan Dalabayeva, doppiata da Sara Ciocca: ibrido figlia di Siana.

James Brolin è il narratore originale della serie, doppiato in italiano da Gino La Monica.

### Personaggi secondari
- Tiger (guest star st.1, st.2), interpretata da Mia Artemis, doppiata da Veronica Puccio: ragazza amica-nemica di Bear.
- Jordan (s.2-3), interpretato da George Ferrier, doppiato da Alex Polidori: ragazzo incontrato da Bear durante il suo cammino.
- Rufus (s.2), interpretato da Erroll Shand, doppiato da Luca Dal Fabbro: uomo, leader della resistenza, incontrato da Tommy ed Aimee.
- Hulk (s.2), interpretato da Josh Hartnett, doppiato da Enrico Pallini: guardia calva dell'esercito del Generale Abbot.
- Ginger Zhang (s.3), interpretata da Louise Jiang, doppiata da Elisa Angeli: figlia minore di Helen Zhang.

## Produzione

### Sviluppo
Nel novembre 2018 venne annunciato che il servizio streaming Hulu aveva ordinato l'episodio pilota di una potenziale serie televisiva basata sul fumetto Sweet Tooth di Jeff Lemire e sviluppata da Jim Mickle, che avrebbe anche scritto e diretto l'episodio. Nell'aprile 2020 venne riportato che Hulu aveva abbandonato lo sviluppo della serie, che era passata a Netflix. Nel maggio 2020 Netflix ordinò ufficialmente una prima stagione della serie, composta da 8 episodi. Mickle e Beth Schwartz sono gli showrunner della serie e figurano come produttori esecutivi insieme a Robert Downey Jr., Susan Downey, Amanda Burrell e Linda Moran. La serie è prodotta da Team Downey e Warner Bros. Television.

### Casting
Nel maggio 2020, insieme all'annuncio ufficiale della serie, venne annunciato che Christian Convery, Nonso Anozie, Adeel Akhtar e Will Forte erano entrati nel cast e che James Brolin sarebbe stato il narratore della serie. Nel luglio 2020 Dania Ramírez entrò nel cast, seguita ad agosto da Neil Sandilands e a settembre da Stefania LaVie Owen. Nel novembre 2020 venne annunciato che Aliza Vellani, inizialmente accreditata in un ruolo secondario, era stata promossa nel cast principale.

### Riprese
Le riprese della serie iniziarono nel settembre 2020 in Nuova Zelanda e terminarono nel dicembre successivo. Il governo neozelandese diede alla produzione un permesso speciale per entrare nel paese nonostante le restrizioni causate dalla pandemia di COVID-19.

## Distribuzione
Sweet Tooth è stata distribuita il 4 giugno 2021 sulla piattaforma di video on demand Netflix, in tutti i paesi in cui il servizio è disponibile.

## Accoglienza
La serie è stata accolta positivamente dalla critica. Sull'aggregatore di recensioni Rotten Tomatoes ha un indice di gradimento del 99% basato su 40 recensioni, con un voto medio di 7.99 su 10. Il commento del sito recita: "Emotivamente coinvolgente, recitata superbamente e incredibilmente piacevole, Sweet Tooth soddisferà i fan del fantasy di ogni età". Su Metacritic la serie ha un voto di 79 su 100 basato su 6 recensioni.
Brian Tallerico di RogerEbert.com ha scritto che "le interpretazioni sono del tutto solide - Anozie in particolare è straordinario - ma è la continua scrittura fantasiosa e solide regie che permettono al progetto di spiccare". Daniel Fienberg dell'Hollywood Reporter ha definito Sweet Tooth come una serie "con una portata davvero epica" dal punto di vista emotivo e geografico, aggiungendo che "si guadagna le risate e le lacrime occasionali che tira fuori dal pubblico grazie a una dolcezza genuina e indiscutibile". Alan Sepinwall di Rolling Stone ha dato alla serie 3 stelle e mezzo su 5 e ha lodato l'interpretazione di Convery, definendo le avventure di Gus "piene di vita" e scrivendo che tutte le sotto-trame legate agli altri personaggi tendono a funzionare poco quando si allontanano dal punto di vista "fanciullesco" del personaggio.
Lucy Mangan del Guardian è stata più critica e ha dato alla serie 3 stelle su 5, definendola una serie che si ama o che si odia e spiegando che la si può trovare "caldamente eccentrica o folle in maniera isterica, perfettamente piacevole o un orribile tentativo di sfruttare la pandemia in un mashup commercialmente appetibile". Siddhant Adlakha di IGN ha bocciato la serie, dando un voto di 5 su 10 e scrivendo che "lo show trasforma il livido fumetto di Jeff Lemire in un'avventura infantile, ma perde la complessità, la bruttezza e le forti emozioni che in primo luogo hanno reso la saga così ricca".
Anche la critica italiana ha apprezzato la serie. Matteo Maino di Movieplayer.it ha dato alla serie 4 stelle su 5, definendola "un’opera che sa essere intima ed epica, matura e innocente. Ma soprattutto calda ed emozionante". Simone Novarese di BadTaste.it ha descritto la serie come "un'epopea fiabesca nella tradizione del romanzo per ragazzi, che azzecca praticamente tutto e si candida a diventare un nuovo punto di riferimento per gli spettatori di Netflix".

## Riconoscimenti
- 2022 - BAFTA Television Awards
  - Candidatura per miglior attore non protagonista a Nonso Anozie